# روبرت بول وولف
روبرت بول وولف (بالإنجليزية: Robert Paul Wolff)‏ (من مواليد 27 ديسمبر 1933) هو فيلسوف سياسي أمريكي وأستاذ فخري في جامعة ماساتشوستس في أمهرست.

## مؤلفاته المُختارة
- كانط للنشاط العقلي (1963)[5]
- نقد للنزاهة المطلقة مع هربرت ماركوزه وبارينتون مور (1965)[6]
- فقر الليبرالية (1968)[7]
- مثالية الجامعة (1969)[8]
- في الدفاع عن الأناركية (1970)
- الحكم الذاتي العقل (1974)
- عن الفلسفة (1976)
- فهم راولز (1977)[9]
- فهم ماركس (1984)[10]
- يجب أن تكون حقائب الأموال محظوظة جدًا (1988)
- السيرة الذاتية لرجل أبيض سابق (2005)

## روابط خارجية
- روبرت بول وولف على موقع الموسوعة البريطانية (الإنجليزية)